# Uncharted: Fortuna Drake’a
Uncharted: Fortuna Drake’a (ang. Uncharted: Drake’s Fortune) – przygodowa gra akcji przedstawiona z perspektywy trzeciej osoby, wyprodukowana przez amerykańskie studio Naughty Dog i wydana przez Sony Computer Entertainment na konsolę gier wideo PlayStation 3. Gra ukazała się 19 listopada 2007 w Ameryce Północnej, 7 grudnia 2007 w Europie i 6 grudnia 2007 w Australii i Japonii. Jest to pierwsza część serii gier komputerowych Uncharted. Jest oparta na autorskim silniku Naughty Dog Game Engine.
Główny bohater gry, Nathan Drake, jest poszukiwaczem skarbów oraz potomkiem angielskiego podróżnika i korsarza sir Francisa Drake’a. Z pomocą przyjaciela i mentora Victora Sullivana i dziennikarki Eleny Fisher podąża śladami swojego przodka, mając nadzieję na dotarcie do legendarnego zaginionego miasta – El Dorado.
Gra zdobyła uznanie wśród krytyków, osiągając średnią ocen 89,70% oraz 88/100 odpowiednio w agregatorach GameRankings i Metacritic. Recenzenci zachwalali jej lekki, hollywoodzki klimat, przywodzący na myśl filmy z serii Indiana Jones, dialogi, obsadę głosową, grafikę i muzykę. Ponadto zdobyła wiele nagród prestiżowych magazynów i portali o grach komputerowych m.in. 2007 PS3 Game Of The Year oraz 2007 Best Action Game serwisu IGN. W ciągu dziesięciu tygodni Uncharted: Drake’s Fortune sprzedała się w liczbie ponad miliona egzemplarzy. W październiku 2009 roku ukazała się kontynuacja gry pod tytułem: Uncharted 2: Pośród złodziei, a w listopadzie 2011 roku część trzecia zatytułowana Uncharted 3: Oszustwo Drake’a.

## Fabuła
- Źródło: Uncharted: Drake’s Fortune Signature Series Guide[15].

There must be a beginning of any great matter, but the continuing unto the end until it be thoroughly finished yields the true glory.

Nathan Drake wyciąga na powierzchnię statku u wybrzeży Panamy rzekomą trumnę sir Francisa Drake’a, który jest jego przodkiem. Poczynania Nathana uwiecznia młoda reporterka Elena Fisher. Po otwarciu wieka trumny okazuje się, że nie ma w niej żadnego ciała, natomiast znajduje się tam dziennik. W tym momencie bohaterów atakują panamscy piraci, którzy wysadzają statek. Jednak w ostatniej chwili przyjaciel i mentor Drake’a – Sully, ratuje ich, zabierając ich na pokład swojego samolotu. Na lądzie obaj mężczyźni zastanawiają się, co dalej zrobić – po przestudiowaniu dziennika okazuje się, że ostatnia kartka została wydarta. Ponadto informacje z dziennika wskazują, że legendarne El Dorado znajduje się w ruinach jednej ze świątyń prekolumbijskich cywilizacji w Amazonii w Ameryce Południowej. Nate i Sully wypływają tam natychmiast, zostawiając Elenę na brzegu, aby jej reportaż nie ściągnął im na głowy konkurencji w wyścigu po skarb.
W tajemniczej świątyni okazuje się, że złoty posąg El Dorado został dawno temu wykradziony przez Hiszpanów. Kolejne poszlaki prowadzą do tkwiącego w środku dżungli niemieckiego U-Boota z czasów II wojny światowej, gdzie od razu udają się bohaterowie. Gdy poszukiwacze skarbów docierają na miejsce, okazuje się, że łódź jest częściowo pod wodą. Drake postanawia, że sam popłynie ją przeszukać i oddaje Sully’emu dziennik swojego przodka. Podczas penetracji łodzi znajduje wiele ciał zabitych żołnierzy oraz sakwę hiszpańskich monet. W kajucie kapitana odnajduje także mapę, która pokazuje położenie tropikalnej wyspy. Drake podejrzewa, że znajduje się tam ostateczny cel jego podróży, czyli mityczne miasto. Przez walkie-talkie informuje on Sully’ego o swoich odkryciach. W tym czasie Sully’ego odnajdują Gabriel Roman, Atoq Navarro i ich ludzie. Nathan natychmiast wypływa z łodzi i dołącza do przyjaciela oraz złoczyńców. Po krótkiej bójce padają strzały – Sully upada na ziemię, po czym się nie rusza. Drake myśli, że ten został zabity. Szybko ucieka w głąb dżungli, a za nim podążają ludzie Romana. Po drodze spotyka Elenę, którą od razu informuje o śmierci przyjaciela. Wraz z nią wsiada do jednego z jeepów złoczyńców i ucieka.
Nathan i Elena podróżują samolotem na tajemniczą wyspę. Jednak mają awarię i są zmuszeni skakać ze spadochronami. Przez to zostają rozdzieleni. Spadochron Drake’a zahacza o drzewa i grzęźnie w nich. Drake traci przytomność, a po ocknięciu się przecina go i spada na ziemię. Podążając przez dżunglę dociera do twierdzy, do której wchodzi przez okno, wspinając się po jej ścianach nad przepaścią. W jednym z pokoi znajduje teleskop Francisa Drake’a, który okazuje się być kolejną poszlaką. Patrząc przez niego, dostrzega miejsce kolejnej wskazówki. Ponadto dostrzega także Elenę, której także nic się nie stało po katastrofie samolotu. Bohater postanawia natychmiast udać się do Eleny. Jednak po długiej wymianie ognia zostaje złapany przez piratów Eddiego Raja. Ci osadzają go w celi, z której, w trakcie rozmowy z Rają, uwalnia go Elena, rozwalając ścianę pokoju więziennego. Nathan i Elena uciekają samochodem terenowym z twierdzy, jednak za nimi natychmiast wyrusza pościg. Nate pozbywa się go przy pomocy działka umieszczonego na tyle jeepa.
Bohaterowie udają się do niedaleko położonego, zatopionego miasta. Tam znajdują skuter wodny Jet ski i wyruszają na dalsze poszukiwania. Docierają do jednego z budynków portowych, gdzie znajdują dziennik portowy statku „Esperanza” z XVI wieku, którym transportowano złoto z El Dorado. Elena wypytuje Nate o pierścień i jego przodka, a następnie proponuje rozdzielenie się, gdyż chce nakręcić dalsze materiały do swojego reportażu. Gdy ponownie się spotykają, Elena pokazuje Nathanowi film, na którym Sully jest z Gabrielem Romanem i piratami. Następnie postanawiają zdobyć skuter wodny. Jednak gdy przechodzą przez most zawieszony nad przepaścią, most zarywa się. Nate w ostatniej chwili łapie Elenę za rękę. Jednak by ją wciągnąć, Elena musi mu podać drugą rękę, w której trzyma kamerę. Elena podaje drugą dłoń Nathanowi, a kamera wpada w przepaść. W końcu docierają do pomostu, gdzie zacumowany jest skuter wodny.
Płynąc w górę rzeki, w międzyczasie atakowani przez piratów, docierają do opuszczonego klasztoru. Tam spotykają Sully’ego, z którym wzajemnie przekazują sobie zdobyte informacje. W klasztornej bibliotece rozwiązują zagadkę związaną z czterema posągami i otwiera się ukryte przejście. Drake wchodzi tam samotnie, a przejście zamyka się. Przemierzając katakumby natrafia na ludzi oponentów i rozprawia się z nimi. Nate spotyka się z Eleną, z którą wyrusza przeszukać grobowiec. Tam najpierw spotykają ponownie piratów, a następnie Eddiego Raję. Jednak w obliczu dziwnego, nieznanego zagrożenia sprzymierzają siły z Eddim. Pojawiają się czworonożne kreatury, które atakują bohaterów. Niestety po długiej wymianie ognia Eddi zostaje strącony w przepaść, a Elena i Nathan w ostatniej chwili uciekają.
Bohaterowie ponownie się rozdzielają. Drake w końcu dociera do poniemieckiego, opuszczonego bunkra, gdzie od kilkudziesięciu lat cumuje łódź podwodna oraz po raz drugi spotyka dziwne stworzenia. Rozprawia się z nimi i dociera do pokoju kontrolnego bunkra, gdzie znajduje list z opisaną lokalizacją skarbu. Niestety Drake zostaje zauważony przez Romana. Ponadto okazuje się, że Elena została schwytana. Nate znowu zostaje zmuszony walczyć z piratami. Po walce kontaktuje się z Sullym. Razem docierają do miejsca położenia posągu El Dorado. Jednak okazuje się, że Gabriel Roman już tam jest. Namówiony przez Atoqa Navaro otwiera posąg i zostaje zmieniony w dziwną kreaturę. Po chwili Roman próbuje rzucić się na się na Navaro. Jednak ten zabija mutanta strzałem w głowę. Atoq, trzymając Elenę „na muszce”, ucieka helikopterem. W międzyczasie piraci ładują na statek pozostałe skarby. Helikopter Navaro ląduje na statku – dostaje się na niego także Drake. Nathan pozbywa się piratów stojących na drodze do lądowiska na statku. Gdy dociera do Navary, jest bez broni. Wytrąca karabin przeciwnikowi, a w trakcie bójki noga Navaro zaplątuje się w linę. Nate popycha helikopter i Navaro wpada do oceanu wraz z maszyną. Uwolniona Elena i Drake dostają się na małą łódź, na której podpływa Sully. Okazuje się, że przyjaciel zdobył trochę skarbu. We trójkę bezpiecznie odpływają.

## Obsada
| Postać          | Angielski dubbing  | Polski dubbing     |
| --------------- | ------------------ | ------------------ |
| Nathan Drake    | Nolan North        | Jarosław Boberek   |
| Elena Fisher    | Emily Rose         | Izabella Bukowska  |
| Victor Sullivan | Richard McGonagle  | Andrzej Blumenfeld |
| Gabriel Roman   | Simon Templeman    |                    |
| Atoq Navarro    | Robin Atkin Downes |                    |
| Eddy Raja       | James Sie          |                    |

Gra dostępna jest w 13 wersjach językowych. Wraz z premierą gry na PlayStation 4 Fortuna Drake’a doczekała się polskiego dubbingu.

## Rozgrywka
Uncharted: Drake’s Fortune to przygodowa gra akcji przedstawiona z perspektywy trzeciej osoby, w której gracz wciela się w postać podróżnika Nathana Drake’a. Nathan walczy za pomocą broni palnej, granatów bądź gołych pięści. Oprócz zwyczajnych ciosów pięciami i uników, w grze obecne jest tzw. Brutal Combo, czyli kombinacja ciosów, po której zabity przeciwnik zostawia więcej amunicji. Główny bohater gry jest w stanie nosić jednocześnie jeden egzemplarz broni długiej i jeden krótkiej, zarazem trzymając w kieszeni do czterech granatów. W grze występuje system osłon (ang. cover system). Odpowiednio płaskie kamienie, ściany lub skrzynie mogą służyć za osłony (część z nich może ulec destrukcji po ostrzale, lub wybuchu granatu). Z tej pozycji bohater może strzelać na oślep, tylko lekko się wychylając. Gra korzysta z samoregenerującego się paska zdrowia – wraz z kolejnymi ranami ekran coraz bardziej blaknie, a po kilkunastu sekundach spokoju wraca do normy. W grze występuje interakcja z przedmiotami, główny bohater może otworzyć drzwi, przesunąć przeszkodę, pociągnąć dźwignię lub uruchomić inny mechanizm. Ponadto występuje też wiele elementów zręcznościowych, polegających na wspinaniu się, skakaniu, połączonych np. z ucieczką przed przeciwnikami. Ostatnim aspektem rozgrywki jest rozwiązywanie zagadek, najczęściej opartych na rysunkach zawartych w dzienniku głównego bohatera. Bohaterowie niezależni w grze, którzy podróżują wraz z bohaterem starają się mu pomóc i eliminują wrogów, przy czym nigdy nie przeszkadzają graczowi, za co odpowiada dopracowana sztuczna inteligencja. Wrogowie także potrafią się kryć i zachodzić głównego bohatera z różnych stron. W grze obecny jest etap, w którym Nathan ostrzeliwuje z działka pancernego wrogów ścigających jeepa prowadzonego przez Elenę, oraz kilka etapów w których prowadzi skuter wodny, a Elena ostrzeliwuje przeciwników z pistoletu Beretta 92 i granatnika M79. Ponadto w lokacjach kampanii dla pojedynczego gracza ukrytych jest 60 skarbów i jeden relikt, które gracz może odnaleźć i kolekcjonować.

## Tworzenie
Produkcja Uncharted: Drake’s Fortune rozpoczęła się jeszcze w 2004 roku po ukończeniu prac nad Jak 3 na konsolę PlayStation 2. Wtedy to nadano grze nazwę kodową Big. Przez około rok nad projektem pracowało tylko kilku pracowników. W tym czasie zadecydowano, że w grze będą występowali prawdziwi ludzie, a nie jak we wcześniejszych projektach studia nierealne, stylizowane postaci. Pracownicy Naughty Dog uznali, że PlayStation 3 podoła wygenerowaniu naturalnie wyglądających ludzi, animacji oraz realistycznej grafiki. W 2005 roku do prac włączyło się już całe studio (ponad 70 osób – 6 projektantów, 18 programistów i około 50 artystów) i prace nad projektem trwały dwa lata. W trakcie produkcji Uncharted Naughty Dog konsultowało się ze studiem Insomniac Games, twórcami gry Resistance: Fall of Man oraz serii Ratchet & Clank, aby dokładnie poznać i zrozumieć oprogramowanie i możliwości sprzętowe PlayStation 3. Twórcy gry przy jej tworzeniu wykorzystali technikę motion capture do nagrywania ruchów postaci, które są bardzo płynne, a gestykulacja i zachowanie – naturalne. Gra obsługuje rozdzielczości 720p oraz 1080i i jest wyświetlana w 30 klatkach na sekundę.
W trakcie produkcji gry skorzystano i wytworzono wielu różnych narzędzi. Ustalono, że mają być one proste oraz lepsze będą te mniejsze, nawet jeżeli będzie ich więcej. Narzędzia te miały być uruchamiane przez terminal Cygwin, który miał pomóc kontrolować środowiska pracowników. Skorzystano m.in. z BAM, czyli sieciowego managera assetów korzystającego z dowiązań symbolicznych; BuildBig, czyli narzędzia z interfejsem graficznym do opisu hierarchii obiektów, z których składają się poziomy i aktorzy; BA i BL, czyli narzędzi do budowy aktorów i poziomów z linii poleceń oraz wyświetlania różnorodnych statystyk; Naughty Dog Distributed System, czyli bardzo prostego narzędzia do rozproszonej budowy oprogramowania, które używa bazy danych MySQL i staruje z linii poleceń; Maya, czyli pakietu do tworzenia grafiki i animacji trójwymiarowej; ZBrush, czyli programu do rzeźbiarstwa cyfrowego, Material Editor, czyli narzędzia z interfejsem graficznym, które zostało połączone z pakietem Maya i służy do tworzenia shaderów (także korzysta z MySQL do składowania danych i listy zmian); Perforce, czyli systemu kontroli wersji; Charter, czyli graficznego narzędzia do tworzenia zawartości gry takiej jak: regiony, siatki nawigacyjne (ang. navigation mesh), punkty tworzenia obiektów (ang. spawners), czy punkty wyznaczające miejsca osłon dla postaci z gry; DC, czyli kompilatora danych opartego na języku programowania LISP, który początkowo zaprojektowano do tworzenia struktur danych, a następnie dodano do niego także obsługę skryptów (dzięki temu pozwalał m.in.: na zmianę ustawień renderowania, AI i animacji); TAME, czyli narzędzia do zarządzania lokalizacją tekstów w grze, które bazuje na MySQL (dzięki niemu osoby niepowiązane ze studiem mogły w łatwy sposób samemu utworzyć inne wersje językowe gry). Przy produkcji korzystano także z PuTTY; debuggera firmy SN Systems; GCm Replay, oraz OpenGL, czyli API do tworzenia grafiki.
Gra wykorzystuje wiele efektów postprocesowych m.in.: głębię ostrości, tone mapping, bloom, saturację oraz motion blur.
Podczas prezentacji Sony na targach E3 2006 w Los Angeles, firma ujawniła, że studio Naughty Dog pracuje nad jeszcze niezapowiedzianą produkcją będącą nową marką wyłącznie na konsolę PlayStation 3. Sony pokazało także krótki zwiastun gry. Na początku lutego 2007 pojawiły się nieoficjalne informacje o tytule oraz trzy obrazki z gry. Po około dwóch tygodniach Naughty Dog zaprezentowało oficjalny screenshot 3D oraz potwierdziło informacje o tytule gry. 16 września 2007 roku rozpoczęły się beta-testy gry w trakcie, których twórcy skupiali się na zbalansowaniu rozgrywki. Niecały miesiąc później zaprezentowano okładkę, a sama gra otrzymała status Gold, tzn. trafiła do produkcji. 8 listopada 2007 roku w amerykańskim PlayStation Store pojawiła wersja demonstracyjna produktu, natomiast 22 listopada 2007 pojawiła się także w europejskim odpowiedniku sklepu.
4 czerwca 2015 roku oficjalnie zapowiedziano Uncharted: The Nathan Drake Collection na konsolę PlayStation 4, za które odpowiedzialne jest studio Bluepoint Games. W skład zbiorczego wydania trzech pierwszych części serii Uncharted wchodzi m.in. gra Uncharted: Drake’s Fortune, która otrzymała polski podtytuł Fortuna Drake’a. Gra jest wyświetlana w 60 kl./s w rozdzielczości 1080p (w pierwotnej wersji na PlayStation 3 gra była wyświetlana w 30 kl./s w rozdzielczości 720p), ma zaimplementowane nowe trofea oraz oferuje lepsze oświetlenie, tekstury, modele i ulepszenia w rozgrywce.
Wiceprezes studia Naughty Dog – Evan Wells – w wywiadzie dla D-Pad stwierdził, że studio nie planuje wydawania żadnych dodatków (w tym DLC) do gry. Na początku sierpnia 2008 roku Naughty Dog wydało patch o objętość trzynastu megabajtów, który dodaje wsparcie trofeów w grze.

### Ścieżka dźwiękowa
Ścieżkę dźwiękową do Uncharted: Drake’s Fortune skomponował amerykański kompozytor Greg Edmonson. Została wydana 20 listopada 2007 roku w formie cyfrowej w sklepie iTunes.
| Oryginalny soundtrack – 2007 | Oryginalny soundtrack – 2007      | Oryginalny soundtrack – 2007 |
| Nr                           | Tytuł utworu                      | Długość                      |
| ---------------------------- | --------------------------------- | ---------------------------- |
| 1.                           | „Nate’s Theme”                    | 1:45                         |
| 2.                           | „Grave Robbing”                   | 2:01                         |
| 3.                           | „Sir Francis Drake”               | 1:07                         |
| 4.                           | „The Search for el Dorado”        | 2:50                         |
| 5.                           | „Uncharted Island”                | 3:08                         |
| 6.                           | „Plane-wrecked”                   | 2:56                         |
| 7.                           | „The Fortress”                    | 2:02                         |
| 8.                           | „Unlocking the Past”              | 3:35                         |
| 9.                           | „Drowned City”                    | 2:11                         |
| 10.                          | „Trapped”                         | 4:23                         |
| 11.                          | „Heading Upriver”                 | 2:36                         |
| 12.                          | „Sanctuary?”                      | 4:24                         |
| 13.                          | „Treasure Vault”                  | 3:24                         |
| 14.                          | „A Bitter End”                    | 1:11                         |
| 15.                          | „Unwelcome Guests”                | 4:48                         |
| 16.                          | „The Bunker”                      | 4:36                         |
| 17.                          | „Drake’s Elegy”                   | 1:56                         |
| 18.                          | „El Goddamn Dorado”               | 3:06                         |
| 19.                          | „Showdown”                        | 2:26                         |
| 20.                          | „Uncharted Theme”                 | 1:52                         |
| 21.                          | „Uncharted: The Eldorado Megamix” | 4:17                         |
|                              |                                   | 1:00:34                      |

## Wydanie gry
Uncharted: Drake’s Fortune ukazała się 19 listopada 2007 w Ameryce Północnej, 7 grudnia 2007 w Europie i 6 grudnia 2007 w Australii i Japonii. 1 sierpnia 2008 roku w Europie gra pojawiła się w tzw. Platynowej Serii PlayStation 3. 6 września 2011 roku Uncharted: Drake’s Fortune oraz Uncharted 2: Pośród złodziei zostały wydane w zestawie Uncharted Greatest Hits Dual Pack zawierającym obie gry. Natomiast w listopadzie 2011 roku, po premierze drugiej i trzeciej części serii, został wydany zestaw Uncharted: Trylogia, zawierający wszystkie z trzech części serii Uncharted. 7 października 2015 roku w Europie oraz 9 października w Ameryce Północnej swoją premierę będzie miał pakiet trzech pierwszych części serii Uncharetd na PlayStation 4.
Gra została ocenzurowana w Japonii. Gracze, którzy posiadają japońską wersję konsoli PlayStation 3 (nie zależy to od wersji kopii gry) nie widzą w grze krwi.

### Oficjalny poradnik
Przed premierą gry, 12 listopada 2007 roku, wydano do niej oficjalny poradnik Uncharted: Drake’s Fortune Signature Series Guide. Poradnik ma 256 stron i został wydany po angielsku przez wydawnictwo Brady Games. Zawiera on dokładny opis przejścia gry, trofeów, techniki gry i map w trybie wieloosobowym, oraz miejsc ukrycia skarbów i reliktu.

## Odbiór gry

### Sprzedaż
W ciągu dziesięciu tygodni Uncharted: Drake’s Fortune sprzedała się w liczbie ponad miliona egzemplarzy. W Europie sprzedano 550 tysięcy egzemplarzy, w Ameryce Północnej – 400 tysięcy egzemplarzy, a w Japonii – 50 tysięcy egzemplarzy. Na targach E3 2009 Sony ogłosiło, że Uncharted: Drake Fortune sprzedała się w ponad 3,5 milionach egzemplarzy na całym świecie. Według danych VGChartz na dzień 4 sierpnia 2012 gra sprzedała się w łącznym nakładzie 4,25 mln egzemplarzy, przy czym wyniósł on w Ameryce Północnej 1,89 mln, w Europie 1,55 mln, w Japonii 120 tysięcy oraz łącznie 690 tysięcy w innych krajach Azji, w Australii, w Ameryce Południowej i w Afryce.

### Recenzje
Gra zdobyła uznanie wśród krytyków, osiągając średnią ocen 89,70% i 88/100 w agregatorach GameRankings i Metacritic.
Amerykański oddział serwisu IGN przyznał grze ocenę 9,1/10. Recenzent zachwalał przepiękną grafikę, muzykę i fabułę, natomiast narzekał na długość gry. Brytyjski oddział tego serwisu przyznał grze ocenę 8,4/10. Autor recenzji docenił grafikę, animacje wody i postaci, skrytykował za to długość rozgrywki i brak innowacyjnych rozwiązań w prowadzeniu rozgrywki. Australijski oddział IGN przyznał grze ocenę 8,9/10. Recenzent zachwalał przede wszystkim grafikę, oświetlenie, modele postaci i tekstury otaczającego bohaterów środowiska, muzykę i podłożony postaciom głos. Natomiast narzekał na zbyt długie wymiany ognia kosztem zagadek logicznych oraz tak jak inni recenzenci na długość gry.
Ryan Davis, z serwisu GameSpot zachwalał animacje bohaterów gry. Ponadto krytykowi podobała się bujna dżungla, która stanowi główne środowisko gry. Według recenzenta jest ona bardzo realistyczna. Stwierdził także, że w grze jest za dużo przeciwników i są zbyt wytrzymali przez co wymiany ognia są frustrujące. Recenzent Ben Philpott z serwisu Thunderbolt zachwalał kreację głównych bohaterów oraz dubbing w grze. Pochwalił także system osłon oraz szczegółowość lokacji. Narzekał jednak na długość gry oraz miał problemy ze sterowaniem pojazdami. Redaktor serwisu GameSpy – Sterling McGarvey także stwierdził, że gra jest za krótka. Jednak zachwalał on rozgrywkę, która według niego umiejętnie łączy elementy platformowe, wymiany ognia oraz wartką akcję. Krytyk stwierdził, że gra jest jedną z najbardziej przekonujących przygodowych gier akcji w historii elektronicznej rozrywki. Thomas McDermot z serwisu DarkZero napisał w swojej recenzji, że Uncharted: Drake’s Fortune jest pierwszą i w momencie pisania tekstu jedyną grą, która doświadcza prawdziwych kinowych wrażeń. Ponadto stwierdził, że jest to najlepsza gra wyłącznie na jedną konsolę. Natomiast Ashley Perkins z Game Vortex stwierdził, że jest to pierwsza gra na wyłączność, która zachęca do zakupu konsoli PlayStation 3. Krytyk GamingExcellence – Andrew Sztein zachwalał grafikę, głosy postaci oraz krótki czas ładowania gry. Jednak w swojej recenzji napisał także, że oprócz osiągnięć i medali w grze, nie ma powodów do ponownego jej ukończenia.

### Nagrody
Uncharted: Drake’s Fortune otrzymała wiele nagród. Serwis IGN przyznał jej nagrody w kategoriach: 2007 PS3 Game Of The Year (Najlepsza gra na PlayStation 3 w 2007 roku), 2007 Best Graphics Technology (Najlepsza technologia graficzna w 2007 roku), 2007 Best Action Game (Najlepsza gra akcji w 2007 roku), 2007 Best Story (Najlepsza fabuła w 2007 roku) oraz 2007 Best Original Score (Najlepsza muzyka w 2007 roku). Natomiast serwis GameSpy wyróżnił grę w kategoriach 2007 PS3 Game Of The Year – PS3 Top 10 2007, Game Of The Year – Overall Top 10, 2007 Game Of The Year – Console Top 10. Użytkownicy tego serwisu wybrali ją jako grę roku, przyznając nagrodę 2007 PS3 Game Of The Year – Gamers Choice (Najlepsza gra w 2007 roku według graczy). Gra otrzymała także dwunaste miejsce w rankingu najlepszych gier na PlayStation 3 według serwisu IGN.